# Škoda 150
Škoda 150 (typ 943) − tylnonapędowy samochód ciężarowy produkowany w latach 1939–1942 przez czechosłowacką wówczas firmę Škoda
Samochód napędzany był czterosuwowym czterocylindrowym rzędowym silnikiem benzynowym OHV umieszczonym podłużnie nad przednią osią. Jednostka o pojemności 2091 cm³ osiągała moc maksymalną 55 KM przy 3500 obr./min. Spalający około 16 - 18 litrów paliwa na 100 km pojazd mógł osiągnąć maksymalną szybkość rzędu 80 km/h.
Łącznie wyprodukowano 182 egzemplarze tego modelu.
Po II wojnie światowej samochód ten był wytwarzany na licencji pod markami Aero 150 oraz Praga 150.